# Ляхов, Логвин Прохорович
Логвин Прохорович Ляхов (1915—1983) — полковник Советской Армии, участник Великой Отечественной войны, Герой Советского Союза (1944).

## Биография
Логвин Ляхов родился 30 ноября 1915 года в деревне Николаевка (ныне — Мглинский район Брянской области). После окончания средней школы работал в колхозе. В 1937 году Ляхов был призван на службу в Рабоче-крестьянскую Красную Армию. Окончил Брянское военно-политическое училище. С ноября 1942 года — на фронтах Великой Отечественной войны.
К сентябрю 1943 года старший лейтенант Логвин Ляхов был заместителем по политической части командира дивизиона 129-го миномётного полка 3-го гвардейского механизированного корпуса 47-й армии Воронежского фронта. Отличился во время битвы за Днепр. 30 сентября 1943 года Ляхов в составе своего дивизиона переправился через Днепр в районе села Селище Каневского района Черкасской области Украинской ССР и принял активное участие в боях за захват и удержание плацдарма на его западном берегу. 2 октября 1943 года он заменил собой выбывшего из строя командира дивизиона. В бою Ляхов был контужен, но продолжал сражаться. Его действия способствовали отражению немецких контратак.
Указом Президиума Верховного Совета СССР от 24 апреля 1944 года старший лейтенант Логвин Ляхов был удостоен высокого звания Героя Советского Союза с вручением ордена Ленина и медали «Золотая Звезда».
Участвовал в боях советско-японской войны. После окончания войны Ляхов продолжил службу в Советской Армии. В 1961 году в звании полковника Ляхов был уволен в запас. Проживал в Ивано-Франковске. Скончался 7 августа 1983 года.
Был также награждён орденами Красного Знамени, Отечественной войны 2-й степени и Красной Звезды, рядом медалей.